# Winifred McNair
Winifred Margaret Slocock McNair (* 9. August 1877 in Donnington, Berkshire; † 28. März 1954 in Kensington) war eine britische Tennisspielerin aus England. 
McNair gewann im Jahr 1913 gemeinsam mit ihrer Landsfrau Dora Boothby das erste Damendoppel in Wimbledon. Im selben Jahr erreichte sie auch das Einzelfinale, unterlag dort aber der Britin Dorothea Douglass in zwei Sätzen mit 0:6, 4:6. Mit Kathleen McKane gewann sie bei den Olympischen Spielen 1920 in Antwerpen (Belgien) die Goldmedaille im Damendoppel.

## Doppeltitel
| Nr. | Jahr | Turnier                 | Partnerin               | Finalgegnerinnen                                   | Endergebnis |
| --- | ---- | ----------------------- | ----------------------- | -------------------------------------------------- | ----------- |
| 1.  | 1913 | Wimbledon Championships | Dora Boothby            | Charlotte Cooper-Sterry Dorothea Douglass-Chambers | 4:6, 4:2 r  |
| 2.  | 1920 | Olympische Sommerspiele | Kathleen McKane Godfree | Winifred Beamish Dorothy Holman                    | 8:6, 6:4    |